# Роетье, Жозеф-Шарль
Жозеф-Шарль Роетье (фр. Joseph Charles Roëttiers; 13 апреля 1691, Париж — 14 марта 1779, там же) — известный французский гравёр, медальер и резчик монетных штемпелей.
Сын Жозефа Роэттира (1635—1703). Внук голландского ювелира, медальера и резчика монетных штемпелей Филиппа Роэттира. Отец Шарля-Норбера Роэттира. 
Учился ремеслу гравёра и медальера у своего отца и двоюродного брата Норбера Роэттира.
В 1715 году король Франции Людовик XV присвоил ему титул Graveur des medailles du Roi и назначил генеральным гравёром Парижского монетного двора (1727).
В 1727—1753 и в 1772—1774 годах — главный резчик монетных штемпелей Франции.
Ему принадлежит создание различных типов монет при короле Людовике XV, таких как золотые луидоры, серебряные экю и др. Эти монеты считаются одними из лучших во французской нумизматике.